# Chiến dịch phòng ngự Tikhvin
Chiến dịch phòng ngự Tikhvin là tên một chiến dịch phòng ngự của quân đội Liên Xô trong chiến tranh Xô-Đức diễn ra tại tỉnh Leningrad, kéo dài từ ngày 16 tháng 10 đến 18 tháng 11 năm 1941. Một số sử gia cho rằng tên chiến dịch này phải là Chiến dịch phòng ngự Tikhvin-Volkhov.
Mục tiêu của quân Đức trong trận đánh này là quét sạch quân đội Liên Xô khỏi hồ Ladoga, hội quân với quân đội Phần Lan ở Svir (sông) và qua đó, cắt đứt toàn bộ đường tiếp vận đối với Leningrad để có thể tiến hành vây đói thành phố này. Tuy nhiên, mặc dù tạm thời chiếm được Tikhvin nhưng quân Đức đã không đạt được mục tiêu nào trong trận đánh này và chịu thiệt hại hết sức nặng nề. Kiệt quệ và cách xa các đơn vị hậu cần, quân Đức đã bị quân đội Liên Xô đánh bại trong một cuộc phản công diễn ra ngay sau đó.

## Thời gian và địa điểm
Trận đánh diễn ra ở khu vực phía Đông của tỉnh Leningrad. Rìa phía Bắc của nơi xảy ra chiến dịch là tuyến đường sắt Sinyavino - Voybokalo - Volkhov, rìa phía Nam là Volkhov. Tuyến đường sắt (nhiều đoạn bị quân Đức chiếm) chạy qua Tikhvin ở phía Bắc, Đông và Nam, bao quanh nó, và chạy qua hướng Tây Nam qua ga Taltsy Berezhok (Taltsy), băng qua khu vực phía Đông và Đông Nam Malaya Vishera, và chạy tới Volkhov ớ phía Bắc Dubrovka (???). Rìa phía Tây của chiến dịch chạy qua Volkhov và Kirishi, và rìa này lại quay ngược về hướng Tây Bắc chạy qua Voronovo (???) và trở về tuyến đường sắt.
Chiến dịch kéo dài 43 ngày (16 tháng 10 - 18 tháng 11 năm 1941) và chiến sự diễn ra trên một mặt trận dài 300-350 cây số và chiều sâu 100-120 cây số . Các mốc thời gian này được xác định trong các tài liệu lịch sử chính thức của Liên Xô tuy nhiên nó mang tính quy ước cao và được xác định bởi thời điểm Tập đoàn quân số 4 tại Tikhvin bắt đầu phản công vào ngày 19 tháng 11 năm 1941. Tuy nhiên, quân đội Liên Xô ở khu vực Malaya Vishera đã bắt đầu phản công ngay từ ngày 12 tháng 11, còn ở phía Bắc thì đợt phản công bắt đầu vào ngày 25 tháng 11 và ở Voybokalo thì mãi đến tuần đầu tiên của tháng 12.
Chiến dịch phòng ngự Tikhvin diễn ra ngay trước chiến dịch phòng ngự chiến lược Leningrad và chiến dịch phản công Tikhvin. Thời gian xảy ra chiến dịch có vài chỗ trùng khớp với chiến dịch tấn công Sinyavino lần thứ hai.

## Binh lực và kế hoạch

### Quân đội Đức Quốc xã

#### Binh lực
- Một phần Cụm Tập đoàn quân Bắc (tư lệnh: Thống chế Wilhelm von Leeb)
  - Tập đoàn quân số 16 (Thống chế Ernst Busch)
    - Quân đoàn số 1 (Thượng tướng Bộ binh Kuno-Hans von Both), bao gồm các sư đoàn bộ binh số 11, 21, 126, 254
    - Quân đoàn thiết giáp số 39 (Thượng tướng Thiết giáp Rudolf Schmidt, đến ngày 11 tháng 11 là Trung tướng Hans-Jürgen von Arnim), bao gồm các sư đoàn thiết giáp số 8, 12 và các sư đoàn cơ giới hóa số 18, 20

  - Tập đoàn quân không quân số 1 (Thiếu tướng Herbert Rieckhoff)
    - Lực lượng của Tổng hành dinh, bao gồm phi đoàn trinh sát tầm xa số 2 (trực thuộc bộ tư lệnh tối cao không quân Đức), phi đoàn trinh sát thời tiết số 1, phi đoàn vận chuyển tàu lượn hạng nặng số 1, cụm vận chuyển quân sự số 172
    - Liên đoàn bay số 1 (tư lệnh: Thượng tướng Không quân Helmuth Förster, tham mưu trưởng: Thiếu tướng Walter Boenicke, từ ngày 8 tháng 11 là đại tá Werner Kreipe), bao gồm phi đoàn số 5, phi đoàn thông tin số 122, phi đoàn ném bom số 1 "Hindenburg", phi đoàn ném bom số 4 "Tướng Wever", phi đoàn ném bom số 77, phi đoàn tiêm kích số 54 "Trái tim xanh"
    - Cụm trinh sát không quân "Ostzee"
      - Cụm tác chiến ném bom số 806, bao gồm các phi đoàn số 1, 2, 3 và lực lượng của tổng hành dinh

Binh lực của quân Đức bao gồm quân đoàn thiết giáp số 39 và Quân đoàn số 1. Quân đội Đức tập trung ở 2 khu vực bên bờ trái sông Volkhov: Gruzino (Gruzino estate) và gần cây cầu đường sắt tại tuyến Đường sắt Tháng Mười Volkhov. Xe tăng được bố trí ngay sau bộ binh, sẵn sàng tràn qua bờ bên kia sông khi cầu đã bị đánh chiếm.
Chỉ huy của các đơn vị tham gia trận đánh là tư lệnh Quân đoàn số 1 Kuno-Hans von Both.

#### Kế hoạch
Vào giữa tháng 9 năm 1941, Bộ Tư lệnh tối cao Đức Quốc xã quyết định tổ chức một đòn tấn công chí mạng vào Leningrad bằng cách cắt đứt tuyến tiếp vận và liên lạc giữa thành phố khỏi phần còn lại của nước Nga và buộc thành phố đầu hàng trước sự thiếu hụt lương thực và nhu yếu phẩm. Các đợt tấn công sau đó của quân Đức đã cắt đứt các tuyến liên lạc đường bộ với Leningrad, tuy nhiên thành phố vẫn còn được kết nối với nội địa Liên Xô thông qua một "cửa sổ" trên hồ Ladoga vì bờ Đông, Đông Nam và một phần bờ Tây của hồ vẫn nằm trong sự kiểm soát của quân đội Liên Xô.
Nhằm cắt đứt những tuyến tiếp vận cuối cùng của Leningrad, cụm Tập đoàn quân Bắc quyết định phát triển tấn công vào khu vực Volkhov theo hướng Tikhvin rồi sau đó đánh chiếm Svir để hội quân với quân đội Phần Lan, hoàn tất vòng vây đối với Leningard. Đòn tấn công chính là một mũi đột kích ở cánh phải theo hướng Malaya Vishera - Bologoye, sau đó hội quân với mũi trợ công cánh trái đang đánh theo hướng Kalinin (Tver) - Vishny Volochok. Nếu đòn hợp vây tại Tikhvin thành công, quân Đức sẽ loại trừ hoàn toàn mối nguy bị phản kích từ phía Nam và thậm chí cắt đứt toàn bộ Phương diện quân Tây Bắc tại khu vực hồ Seliger khỏi lực lượng chính. Thêm vào đó, lực lượng cơ giới hóa ở cánh phải nếu đánh chiếm được Malaya Vishera thì sẽ tiếp tục phát triển lên phía Đông nhằm tiến tới Tikhvin từ phía Nam. Cánh trái của quân Đức cũng sẽ tổ chức một đợt tấn công hạn chế lên phía Bắc nhằm quét sạch quân đội Liên Xô khỏi bờ Nam của hồ Ladoga.

### Quân đội Liên Xô

#### Binh lực
- Một phần Phương diện quân Leningrad (tư lệnh: thiếu tướng I. I. Fedyuninskiy, đến ngày 26 tháng 10 là trung tướng M. S. Khosin, tham mưu trưởng: trung tướng D. N. Gusev)
  - Tập đoàn quân số 54 (trung tướng M. S. Khosin, từ ngày 26 tháng 10 là thiếu tướng I. I. Feduyninskiy), bao gồm sư đoàn bộ binh cận vệ số 3, các sư đoàn bộ binh số 128, 286, 294, lữ đoàn bộ binh sơn chiến số 1, trung đoàn pháo binh số 881 và 882, các tiểu đoàn súng cối số 4 và 2, sư đoàn xe tăng số 21, lữ đoàn xe tăng số 16 và 122, đoàn xe lửa bọc thép số 60, các tiểu đoàn công binh số 5, 109, 135, 136, tiểu đoàn công binh đào hầm số 12, tiểu đoàn công binh rà phá mìn số 539
- Một phần Phương diện quân Tây Bắc (tư lệnh: trung tướng P. A. Kurochkin, tham mưu trưởng: trung tướng N. F. Vatutin)
  - Cụm tác chiến chiến dịch cấp Tập đoàn quân Novgorod (trung tướng I. T. Korovnikov), bao gồm các sư đoàn bộ binh số 180, 185, 305, 1 trung đoàn bộ binh hợp thành, trung đoàn pháo binh số 264 và 448, 1 trung đoàn súng cối độc lập, sư đoàn pháo phòng không số 8 và 242, sư đoàn xe tăng số 3, tiểu đoàn công binh số 25, các tiểu đoàn công binh cầu phao số 50, 55, 56
- Các Tập đoàn quân độc lập không thuộc Phương diện quân nào, bao gồm:
  - Tập đoàn quân số 4 (trung tướng V. F. Yakovlev, đến ngày 9 tháng 11 là đại tướng K. A. Meretskov), bao gồm sư đoàn bộ binh cận vệ số 4, các sư đoàn bộ binh số 44, 92, 191, 285, 292, 310, 311, sư đoàn kỵ binh số 27, trung đoàn pháo binh số 883 (lực lượng dự bị của Đại bản doanh), sư đoàn pháo phản lực số 6 và 9, sư đoàn xe tăng số 60, tiểu đoàn xe tăng số 119, tiểu đoàn công binh cầu phao số 159, tiểu đoàn công binh hầm hào số 248
  - Tập đoàn quân số 52 (trung tướng N. K. Klykov), bao gồm các sư đoàn bộ binh số 111, 259, 267, 288 các trung đoàn pháo binh số 442 và 561, trung đoàn pháo chống tăng số 884, các trung đoàn tiêm kích số 169, 513, 526, trung đoàn cường kích số 313, tiểu đoàn công binh kỹ thuật số 3 và 4, các tiểu đoàn công binh hầm hào số 1 và 2.

#### Kế hoạch
Ở một mức độ nào đó, cuộc tấn công tại Tikhvin của quân đội Đức là một bất ngờ đối với phía Liên Xô, lúc này đang tập trung đến 70% binh lực trong khu vực tại phía Nam hồ Ladoga và mở cuộc phản công tại Sinyavino với hy vọng đánh tan quân Đức ở đây và lấy lại tuyến liên lạc trên bộ đối với Leningrad. Trên thực tế, đòn tấn công của quân Đức đánh ngay vào chỗ có binh lực rất mỏng yếu của quân đội Liên Xô - một phần do phần lớn binh lực tại đây đã bị điều đi bảo vệ thủ đô Moskva. Vì vậy, kế hoạch phòng ngự Tikhvin thực chất là phản ứng tức thời của quân đội Liên Xô dựa theo tình hình tấn công của quân Đức.

## Diễn biến
Ngày 16 tháng 10 năm 1941, các sư đoàn bộ binh số 11 và 21 của phát xít Đức bắt đầu vượt sông Volkhov và, mặc dù gặp phải sức kháng cự mạnh mẽ của các sư đoàn bộ binh số 267 và 268 (Liên Xô), quân Đức thiết lập một đầu cầu vượt sông ở Gruzino. Đến ngày 18 tháng 10, tại bờ phải của sông Volkhov, các sư đoàn thiết giáp số 12 và sư đoàn cơ giới hóa số 20 - mũi tấn công chính - hành tiến theo hướng Budogoshch và sư đoàn thiết giáp số 8 cùng với sư đoàn cơ giới hóa số 18 và sư đoàn bộ binh số 126 đi kèm tiến theo hướng Malaya Vishera. Cùng lúc đó, sư đoàn bộ binh số 11 và sư đoàn bộ binh số 21 tại phía Bắc tiến dọc theo sông Volkhov tới Kirishi.
Trước sức tấn công của quân Đức, ngày 20 tháng 10 năm 1941 tập đoàn quân số 52 (Liên Xô) triệt thoái về phía Đông và Đông Nam, tạo ra một khoảng hở giữa tập đoàn quân số 52 và số 4. Quân Đức nhanh chóng thọc sâu vào khoảng hở này và tiến thẳng tới Budogoshch.

### Cánh Nam, 16 tháng 10 - 12 tháng 11 năm 1941
Mũi tấn công ở cánh Nam của quân Đức đánh vào lực lượng Tập đoàn quân số 52 (Liên Xô), trên đường hành tiến vòng qua Malaya Vishera và tiếp cận Tikhvin từ phía Nam. Sau những trận chiến khốc liệt, ngày 22 tháng 10 Tập đoàn quân số 52 buộc phải rút bỏ Bolshaya Vishera. Tuy nhiên, đối mặt với sức kháng cự mạnh mẽ của quân đội Liên Xô, quân Đức quyết định tấn công hạ gục Malaya Vishera chứ không vòng qua nó nữa, trong khi sư đoàn thiết giáp số 8, rút về phía Bắc Malaya Vishera với mục đích không phải tấn công Tikhvin từ phía Nam mà là từ phía Bắc. Lúc đó, vào chiều 23 tháng 10 (theo các tài liệu Liên Xô là 24 tháng 10), Malaya Vishera chỉ còn do sư đoàn bộ binh số 126 chống giữ. Trước tình hình khẩn cấp, sư đoàn bộ binh số 259 và sư đoàn kỵ binh số 25 tại khu vực Demyansk được gấp rút điều lên phía Bắc để tăng cường cho Tập đoàn quân số 52. Nhận được quân tăng viện, Tập đoàn quân số 52 đã chặn đứng quân Đức tại cửa ngõ phía Đông của thành phố tại khúc cong của sông Malaya Vishera. Kế hoạch thọc sâu vào phía Nam Tikhvin của quân Đức đã thất bại. Trong suốt cuối tháng 10 cho đến 12 tháng 11, tình hình mặt trận tại đây vẫn giữ nguyên và quân Đức không thể tiến thêm thước tấc nào. Trước tình hình "cái dằm" Malaya Vishera vẫn đứng vững, bộ chỉ huy quân Đức buộc phải rút sư đoàn thiết giáp số 8 về và sau đó vào đầu tháng 11 là sư đoàn cơ giới hóa số 18 (thay thế nó là sư đoàn bộ binh Tây Ban Nha số 250), đơn vị mà ngày 18 tháng 10 đã vượt sông Volkhov ở phía Nam Shevelovo.
Cánh phải của Cụm tác chiến chiến dịch cấp tập đoàn quân Novgorod có sự tham gia hạn chế vào trận chiến ở phía Nam Tikhvin, cụ thể là tổ chức phòng ngự cứng rắn ở các cứ điểm tại cánh phải quân Đức, đặc biệt là trại lính Muravyevsky, và tổ chức các đợt phản kích vào cạnh sườn quân Đức. Tuy nhiên các hoạt động hạn chế của cụm quân Novgorod không ảnh hưởng nhiều đến chiến cục.

### Khu vực trung tâm, ngày 16 tháng 10 - 19 tháng 11 năm 1941
Sau khi đánh chiếm đầu cầu Gruzino, vào ngày 18 tháng 10 các đơn vị xe tăng của Đức (sư đoàn thiết giáp số 12 và sư đoàn cơ giới hóa số 20) bắt đầu vượt sông Volkhov và thẳng tiến đến Tikhvin. Đến ngày 20 tháng 10, quân Đức đẩy cánh phải của sư đoàn bộ binh số 288 (Liên Xô) về phía Đông Nam tới thượng nguồn sông Osku. Cánh cửa dẫn tới Budogoshch gần như đã mở ra cho quân Đức (ngoại trừ khu vực phía Bắc do một phần của sư đoàn bộ binh số 292 (Liên Xô) chống giữ). Tuy nhiên do thời tiết xấu, quân Đức phải mất 3 ngày mới tiến được tới Budogoshch.
Ngày 23 tháng 10, quân Đức đánh chiếm Budogoshch, thọc vào hậu cứ của Tập đoàn quân số 4 (Liên Xô) và buộc nó phải triệt thoái. Quân đội Liên Xô lập tức thi hành các biện pháp khẩn cấp nhằm ngăn chặn mũi đột phá của quân Đức: ngày 29 tháng 10 sư đoàn bộ binh cận vệ số 4 được điều từ Sinyavino về trấn thủ tuyến đường sắt Budogoshch - Sitomlya; sư đoàn bộ binh số 191 cũng được điều về ngoại vi Sitomlya cùng ngày và đến đầu tháng 11 thì sư đoàn bộ binh số 44 từ Leningrad cũng được điều về đây. Cùng ngày 29, sư đoàn bộ binh số 92 và sư đoàn xe tăng số 60 nhanh chóng được điều đến tăng cường cho Tikhvin.
Về phía mình, từ Budogoshch, sư đoàn thiết giáp số 12 (Đức) tiếp tục tấn công vào Sitomlya và ngày 31 tháng 10, quân đội Liên Xô triệt thoái khỏi thành phố này. Trong khi đó, sư đoàn cơ giới hóa số 18 (Đức) vấp phải sức kháng cự quyết liệt của quân đội Liên Xô và buộc phải vòng xuống phía Đông Nam và tiếp tục tấn công vào các nhà ga kế tiếp Taltsy, theo hướng Budogoshch - Gruzino. Đầu tháng 11, sư đoàn thiết giáp số 12 hội quân với sư đoàn cơ giới hóa số 18 và tiếp đó là sư đoàn thiết giáp số 8 đến từ Malaya Vishera. Từ ngày 4 tháng 11, phía Liên Xô ngưng các hoạt động phản kích cường độ mạnh và đến ngày 5, quân Đức tiếp tục cuộc tấn công. Đêm ngày 9 tháng 11, sư đoàn bộ binh số 51 của Đức, không cần nổ một tiếng súng, đã đánh chiếm Tikhvin. Về việc này, tổng tham mưu trưởng quân đội Đức Quốc xã Franz Halder có nhận xét như sau:
| “               | Quân địch... chỉ phản ứng yếu ớt trước cuộc tấn công của chúng ta vào Tikhvin. Có lẽ chúng không cón lực lượng dự bị nữa. | ” |
| — Franz Halder, | |   |

Ngày 12 tháng 11, sư đoàn thiết giáp số 12 (Đức) tổ chức tấn công từ Tikhvin dọc theo tuyến đường sắt Volkhov, và từ ngày 18 tháng 11 quân Đức chiếm Kudrovo (Sugorovo) và tiến sát tới Ostrov nằm trên bờ sông Syas.
Tình hình diễn biến xấu buộc Đại bản doanh phải ra những quyết định thay đổi nhân lực: trung tướng V. F Yakovlev bị huyền chức và người thay thế ông chỉ huy tập đoàn quân số 4 là đại tướng K. A. Meretskov. Tiếp đó, bố trí binh lực tại khu vực cũng thay đổi kèm theo sự hiện diện của quân tiếp viện. Đến ngày 10 tháng 11, tập đoàn quân số 4 được tổ chức thành 3 cụm tác chiến bao gồm:
- Cụm tác chiến Bắc với binh lực gồm 2 trung đoàn của sư đoàn bộ binh số 44, trung đoàn bộ binh số 1067, lữ đoàn xe tăng số 46 điều từ Svir về, triển khai tại phía Bắc và Tây Bắc Tikhvin;
- Cụm tác chiến Đông với binh lực gồm sư đoàn bộ binh số 65 (mới toanh, đủ biên chế), sư đoàn bộ binh số 191, sư đoàn kỵ binh số 27, trung đoàn bộ binh số 44, trung đoàn xe tăng số 121, tiểu đoàn xe tăng độc lập số 128, triển khai tại phía Đông và Đông Nam Tikhvin;
- Cụm tác chiến Nam với binh lực gồm sư đoàn bộ binh cận vệ số 4, sư đoàn bộ binh số 92, sư đoàn bộ binh số 292, trung đoàn xe tăng số 120, triển khai tại khu vực Nam và Tây Nam Tikhvin;

Đến ngày 19 tháng 11, giai đoạn phòng ngự tại Tikhvin chấm dứt. Tập đoàn quân số 4 bắt đầu phản công.

### Cánh Bắc, ngày 16 tháng 10 - 4 tháng 12 năm 1941
Bộ Tư lệnh Tối cao Lục quân Đức đã chuyển sư đoàn bộ binh số 254 từ Kirishi sang tăng cường cho mũi tấn công tại cánh Bắc - theo hướng Voybokalo và Volkhov - (từ Gruzino tới Kirishi quân Đức có thể tự do di chuyển mà không gặp phải sức kháng cự đáng kể nào). Trên bờ Tây của sông Volkhov, sư đoàn bộ binh số 254 được bố trí ở cánh trái của quân Đức, trên sông Volkhov là sư đoàn bộ binh số 11 (chủ lực của sư đoàn này vượt sông Volkhov và hành tiến dọc theo con sông tới Kirishi và quay trở lại bờ Tây), còn trên bờ Đông là sư đoàn bộ binh số 21.
Sư đoàn bộ binh số 11 sau một thời gian ngắn tái tổ chức và củng cố, ngày 24 tháng 10 đã tiến hành tấn công lên phía Bắc vào vị trí của sư đoàn bộ binh số 285 (Liên Xô) ở Posadnikov Ostrov. Trong ngày đầu tiên, quân đội Liên Xô phải triệt thoái 5-10 cây số. Triệt thoái cùng với sư đoàn bộ binh số 285 là các sư đoàn bộ binh số 311. Sư đoàn bộ binh số 21 cùng với một số đơn vị của sư đoàn bộ binh số 311 và sư đoàn bộ binh số 292 tiến đến trám chỗ và tổ chức phòng ngự dọc theo hữu ngạn sông Volkhov. Ngày 30 tháng 10, quân Đức tiến vào khu vực Volkhov.
| “ | Đầu tháng 11 năm 1941, trong quá trình rút lui quân ta đã không thể thiết lập được một trận tuyến vững chắc tại Volkhov. Bị cắt rời, thiếu sự chỉ huy thống nhất và mục tiêu chung, trong các trận đánh các đơn vị của quân đội Xô Viết đã cố gắng tạo dựng những ổ đề kháng để cản chân bước tiến quân thù. | ” |
| — | |   |

Trong tình trạng bị chia cắt và đánh tan, các ổ để kháng của quân đội Liên Xô vẫn chống cự quyết liệt và gây nhiều thương vong cho quân đội Đức quốc xã. Các tài liệu Đức đã ghi nhận:
| “ | Thương vong của quân ta rất lớn. Sư đoàn bộ binh số 21 chỉ trong vòng 4 tuần đầu tiên kể từ khi vượt qua đầu cầu Gruzino tới ngày 10 tháng 11 đã chịu thiệt hại 79 người chết và 2522 binh sĩ, sĩ quan khác bị thương. | ” |
| — | |   |

Trong quá trình tấn công, cánh trái của sư đoàn bộ binh số 254 (Đức) thường xuyên gặp phải sự uy hiếp nặng từ Tập đoàn quân số 54 và vì vậy từ tháng 11 họ đã phát triển tấn công lên phía Tây Bắc theo hướng Voybokalo và hướng Tây để đảm bảo hộ sườn cho mũi tấn công. Lúc này, do bận bịu với chiến sự ở Sinyavino từ ngày 20 tháng 10, Tập đoàn quân số 54 không thể huy động một lượng binh lực lớn để mở đòn đánh thọc sườn vào khối quân Đức đang tiến về Volkhov.
Đến đầu tháng 11, các chỉ huy Liên Xô đã nhận thức rõ mối nguy bị tại Volkhov và ở phía sau lưng Tập đoàn quân số 54, vì vậy một lượng lớn binh lực tăng viện đã được điều đến khu vực này và khu vực Tikhvin. Vào lúc cuối tháng Mười, sư đoàn bộ binh số 310 được điều từ Sinyavino về phía Nam Volkhov, và vào đầu tháng 11 là lữ đoàn hải quân đánh bộ số 6. Tình hình tại Volkhov vẫn tiếp tục diễn biến phức tạp vào nửa đầu tháng 11 khi đà tiến công của quân Đức - tuy chậm - nhưng vẫn không dừng lại. Các sư đoàn bộ binh số 285 và 311 đã hao tổn nặng nề và khó có thể chống giữ lâu hơn được nữa.
Trong khi đó, sư đoàn bộ binh số 21 (Đức) tiếp tục đánh vào khu vực của sư đoàn bộ binh số 310 (Liên Xô vốn đã triệt thoái trước mũi tấn công của quân Đức tại Volkhov, và chiến đấu với một số đơn vị của sư đoàn bộ binh số 292. Ngày 4 tháng 11, sư đoàn bộ binh số 21 tiến lên phía Bắc Zarechye. Từ ngày 5 đến ngày 12 tháng 11, chiến sụ giữa sư đoàn bộ binh số 21 (Đức) và lữ đoàn hải quân đánh bộ số 6 (Liên Xô) tiếp tục diễn biến một cách giằng co và quyết liệt. Quân Đức lúc này đang dần dần tiếp cận Volkhov và tiến tới khu làng Veltsa. Tuy nhiên, quân đội Liên Xô vẫn giữ vững khu vực bờ Đông của sông Volkhov gần khu làng Prusynya. Cùng lúc đó, sư đoàn bộ binh số 11 của Đức tiếp tục hành tiến trên bờ Tây sông Volkhov và đến ngày 4 tháng 11 tiến tới Olomna, và ngày 12 tháng 11 tiếp cận khu vực phía Bắc Glazhevo.
Sau một giai đoạn ngắn tạm dừng, từ ngày 14 tháng 11 quân Đức tiếp tục tấn công. Tuy nhiên lực lượng Liên Xô chống giữ tại đây bao gồm lữ đoàn hải quân đánh bộ số 6. lữ đoàn xe tăng số 16, phần còn lại của sư đoàn bộ binh số 310 và một số đơn vị khác tiếp tục chiến đấu mạnh mẽ và gây nhiều khó khăn cho quân Đức. Trước tình hình đó, Bộ Tư lệnh tối cao Lục quân Đức chuyển hướng tấn công tại Volkhov từ phía Tây sang hướng tớiShum. Đến ngày 14 tháng 11, sư đoàn bộ binh số 311 (Liên Xô) bị thiệt hại nặng nề đã được rút ra và thay vào đó là các sư đoàn bộ binh cận vệ số 3 cùng lữ đoàn xe tăng số 122. Trước đó, vào ngày 28 tháng 10, lực lượng Liên Xô chống giữ tại Volkhov đã được tổ chức lại thành cụm tác chiến Volkhov, tập đoàn quân số 4 và đến ngày 12 tháng 11, thuộc quân đoàn 54. Về phía quân Đức, ngày 20 tháng 11 đã thành lập ở khu vực này cụm tác chiến Beckman, trong đó bao gồm sư đoàn bộ binh số 223 được tăng cường sang hướng này từ hồi 14 tháng 11 và một số đơn vị của sư đoàn thiết giáp số 8.
Mặc dù hướng tấn công chính đã thay đổi, chiến sự tại hướng chính diện Volkhov vẫn diễn biến ác liệt, với từng khu làng bị giành đi giật lại nhiều lần bởi hai bên. Đến ngày 25 tháng 11, cuối cùng quân Đức đã bị chặn đứng tại vị trí chỉ cách Volkhov 6 cây số. Ở phía Đông Volkhov, các đơn vị công binh của sư đoàn bộ binh số 21 đã xâm nhập và phá hoại tuyến đường sắt Volkhov ở hướng Petrozavodsk, còn tại phía Tây Volkhov, các lực lượng trinh sát của sư đoàn bộ binh số 11 đã tạm thời đánh chiếm một đoàn đường bộ Volkhov - Leningrad. Tuy nhiên đó là điểm xa nhất về phía Bắc mà quân Đức có thể tiến tới được. Chiến sự vẫn tiếp diễn cho tới đầu tháng 12; vào ngày 1 tháng 12 quân đoàn số 1 của tướng Kuno-Hans von Both đã bị chặn đứng, đến ngày 3 tháng 11 quân đội Liên Xô đã bắt đầu phản công.

## Kết quả
Chiến dịch phòng ngự Tikhvin là một trong những trận phòng ngự đầu tiên của quân đội Liên Xô đã khiến quân Đức không thể đạt được mục tiêu chiến dịch của mình. Mặc dù trong trận đánh này, tại hướng trung tâm quân Đức đã đánh chiếm Tikhvin và cắt đứt tuyến đường sắt tiếp tế cho Leningard, tuy nhiên ở các hướng tấn công khác họ đã thất bại. Mục tiêu kết nối với quân Phần Lan tại Svir và hoàn tất việc bao vây Leningrad cũng không đạt được, và vì vậy những nỗ lực của quân đội Liên Xô tại Tikhvin đã cứu sống Leningrad cũng như hạm đội Baltic. Các mũi phụ công của quân Đức ở phía Bắc và phía Nam cũng thất bại: ở phía Nam quân Đức không thể đột phá được chiều sâu chiến dịch và không kết nối được Cụm Tập đoàn quân Bắc với Cụm Tập đoàn quân Trung tâm đang ở Kalinin, tại phía Bắc quân Đức cũng không thể tiếp cận được bờ Nam của hồ Ladoga. Tuy nhiên việc để mất Tikhvin cũng khiến việc tiếp tế vào Leningrad trở nên khó khăn hơn, dẫn đến những thương vong thê thảm cho dân chúng thành Leningrad trong nạn đói mùa đông 1941-1942.
Đồng thời, sức kháng cự mãnh liệt của quân đội Liên Xô cùng với thiệt hại nặng nề về người và của quân Đức và tuyến tiếp tế, hậu cần kéo dài của quân đội phát xít đã tạo điều kiện thuận lợi cho đợt phản công giải phóng Tikhvin của quân đội Liên Xô diễn ra ngay sau đó.

### Hồi ký
- Гальдер Ф. От Бреста до Сталинграда. Военный дневник. Ежедневные записи начальника генерального штаба сухопутных войск 1941—1942 годов. — Смоленск: Русич, 2001. — 656 с. — (Мир в войнах). — ISBN 5-313-00026-8
- Хаупт В. Группа армий «Север». Бои за Ленинград. 1941 - 1944. / Пер. Е. Захарова. — М.: Центрполиграф, 2005. — 384 с. — (За линией фронта. Мемуары). — ISBN 5-9524-1672-1

### Nghiên cứu lịch sử
- Исаев А. В. Котлы 41-го. История ВОВ, которую мы не знали. — М.: Эксмо, 2005. — 400 с. — ISBN 5-699-12899-9
- Исаев А. В. Пять кругов ада. Красная армия в котлах. — М.: Эксмо, 2008. — 416 с. — ISBN 978-5-699-28995-0
- Кривошеев Г. Ф. Россия и СССР в войнах XX века. Потери вооруженных сил: Статистическое исследование. — М.: Олма-Пресс, 2001. — 320 с. — ISBN 5-17-024092-9
- Сяков Ю. Волхов в огне. Документальный очерк. — СПб.: Волховская типография, 1997.
- Шигин Г. А. Битва за Ленинград: крупные операции, «белые пятна», потери / Под ред. Н. Л. Волковского. — СПб.: Полигон, 2004. — 320 с. — ISBN 5-17-024092-9